# Klymene (Mutter des Stesichoros)
Klymene (altgriechisch Κλυμένη) war nach antiker und byzantinischer Überlieferung von Hesiod Mutter des Stesichoros.
Johannes Tzetzes, die ausführlichste Quelle, beruft sich in seinem Kommentar zu den Erga des Hesiod bei der Darstellung der Verhältnisse von Klymene, Hesiod und Stesichoros auf Aristoteles. In der Vorrede schreibt er:

„Denn der Philosoph Aristoteles, oder, wie ich glaube: der Verfasser der Peploi, sagt in der Verfassung der Orchomenier, der Lyriker Stesichoros sei ein Sohn Hesiods, den ihm Klymene geboren habe, die Schwester von Amphiphanes und Ganyktor, eine Tochter des Phegeus“

Die Tzetzes-Handschriften geben neben Klymene auch die Namensformen Ktimene, Ktemene und Kektemene.
In enger Beziehung zu dieser Überlieferung steht eine Anekdote bei Plutarch, nach der Hesiod in Begleitung eines Milesiers namens Troilos die Gastfreundschaft eines Unbekannten in Lokroi genossen habe. Der Begleiter Hesiods ging ein Verhältnis mit der namentlich nicht genannten Tochter des Gastgebers ein. Nach dessen Aufdeckung wurden Hesiod und sein Begleiter von den Brüdern des Mädchens erschlagen und ins Meer geworfen. Auch Plutarch beruft sich auf Aristoteles, der dies in der Verfassung der Orchomenier mitgeteilt habe. Doch bereits Philochoros kannte im frühen 3. Jahrhundert v. Chr. die Vater-Sohn-Beziehung zwischen Hesiod und Stesichoros und überlieferte als Mutternamen ebenfalls Klymene. Das Certamen Homeri et Hesiodi, eine auf Alkidamas basierende Kompilation hadrianischer Zeit über einen Wettstreit zwischen Homer und Hesiod, nennt die Brüder Amphiphanes und Ganyktor sowie deren Vater Phegeus, kennt die Verführung der Schwester durch Hesiod und dessen Tod durch die Brüder, die hier die Gastgeber allein Hesiods sind. Ort der Handlung ist das lokrische Oinoe.
Die Grundlage für die gelehrten, aber erfundenen Erzählungen wird in der engen Bezugnahme des Stesichoros auf die Poesie Hesiods vermutet. Zudem galt Stesichoros einigen antiken Autoren als Lokrer und das Ende des Hesiod in Lokroi wird auch andernorts überliefert. Letztlich verdankt die Konstruktion ihre Entstehung der Frage, wann Homer und Hesiod gelebt haben, ob sie mehr oder minder als Zeitgenossen zu gelten haben oder ob ein größerer zeitlicher Abstand zwischen beider Lebenszeit lag. Tzetzes entschied sich aufgrund der Überlieferung des Aristoteles für einen Abstand von 400 Jahren zwischen beiden Dichtern.